# Kaiser (Schiff, 1912)
Die Kaiser war das Typschiff der Kaiser-Klasse, einer Baureihe von fünf Großlinienschiffen (Schlachtschiffen) der Kaiserlichen Marine. Es wurde 1911 in Betrieb genommen und sank nach dem Ersten Weltkrieg im Rahmen der Selbstversenkung der Kaiserlichen Hochseeflotte in Scapa Flow.

## Vorkriegsdienst
Die Kaiser wurde als Ersatzbau für das veraltete und vor der Ausmusterung stehende Küstenpanzerschiff Hildebrand der Siegfried-Klasse in Auftrag gegeben. Sie wurde auf der Kaiserlichen Werft in Kiel gebaut und am 22. März 1911 zu Wasser gelassen. Die Indienststellung erfolgte am 1. August 1912.
Am 8. Dezember 1913 wurde die Kaiser Flaggschiff der Detachierten Division unter Konteradmiral Hubert von Rebeur-Paschwitz, dem bisherigen Direktor der Marineakademie, die in den Südatlantik und bis nach Chile marschieren sollte. Gemeinsam mit dem Linienschiff König Albert und dem Kleinen Kreuzer Straßburg lief sie ab dem 9. Dezember über die Kanaren und Sierra Leone bis zum 29. Dezember nach Lomé in Togo. Vom 31. Dezember 1913 bis zum 3. Januar 1914 liefen die Schiffe weiter nach Kamerun, wo ab dem 2. Januar Victoria und Duala angelaufen wurden. Dort traf die Division mit den Schiffen der Westafrika-Station, den Kanonenbooten Panther und Eber, zusammen. Am 15. Januar wurde der Marsch fortgesetzt. Am 21. wurde Swakopmund und am 22. Lüderitzbucht in Deutsch-Südwestafrika erreicht. Auf einen Besuch in Kapstadt war schon bei der endgültigen Reiseplanung aus politischen Gründen verzichtet worden. Von Lüderitzbucht marschierte die Division am 28. Januar über St. Helena (2. Februar) nach Rio de Janeiro (15. bis 25. Februar), wo der brasilianische Staatspräsident Hermes Rodrigues da Fonseca die Schiffe besichtigte. Die Schiffe liefen zum argentinischen Mar del Plata, wo die Linienschiffe verblieben, während der Geschwaderchef mit der Straßburg am 5. März nach Buenos Aires fuhr. Er erkrankte dort, so dass der Kommandant der Kaiser, Kapitän zur See Adolf von Trotha, die Führung übernahm, die Linienschiffe nach Montevideo verlegte und dort dem Staatspräsidenten Uruguays, José Batlle y Ordóñez, seine Aufwartung machte. Am 12. traf dort auch die Straßburg ein und am 15. Konteradmiral von Rebeur-Paschwitz, der das Kommando wieder übernahm und die Division um das Kap Hoorn bis nach Valparaíso (3. bis 11. April) in Chile führte. Von dort trat die Division den Rückweg über etliche Häfen an, besuchte unter anderen Bahía Blanca (25. bis 28. April) und Santos (7. bis 12. Mai). Dort trennte sich die Straßburg von der Division, da sie zur Verstärkung der Ostamerikanischen Station zur Dominikanischen Republik befohlen wurde.
Die Linienschiffe liefen am 16. Mai aus Rio de Janeiro über die Kap Verden, Funchal auf Madeira und Vigo zurück und trafen am 17. Juni 1914 wieder in der Heimat ein, wo sie zum III. Geschwader traten. Auf der etwa 20.000 Seemeilen langen Fahrt war kein einziger erheblicher Schaden entstanden.

## Kriegseinsatz
Das Schiff war an fast allen Flottenvorstößen und an der Skagerrakschlacht vom 31. Mai bis zum 1. Juni 1916 als Teil der Hochseeflotte beteiligt. Meist war es Flaggschiff des 2. Admirals des III., ab Dezember 1916 des IV. Geschwaders.
Vom 24. September bis 2. November 1917 war die Kaiser an der Eroberung der Baltischen Inseln beteiligt. Am 14. Oktober schoss sie vor dem Kassar-Wik den russischen Zerstörer Grom bereits mit der zweiten Salve bewegungsunfähig, der allerdings zunächst abgeschleppt werden konnte. Geentert durch deutsche Einheiten sank die Grom wegen der schweren Artillerietreffer im Schlepp des Torpedoboots B 98 noch am selben Tag im Moonsund.
Mit ihrem Schwesterschiff Kaiserin nahm die Kaiser am zweiten Seegefecht bei Helgoland am 17. und 18. November 1917 teil, wo die beiden Linienschiffe die Sicherung der II. Aufklärungsgruppe unter Konteradmiral Ludwig von Reuter (Flaggschiff der Kleine Kreuzer Königsberg) bildeten und einen schweren Treffer auf dem Kreuzer Calypso erzielten. Am 2. Februar 1918 lief sie zur Sicherung des durch eine Mine beschädigten Kleinen Kreuzers Stralsund aus und nahm dann noch am Flottenvorstoß vom 23. bis 25. April 1918 teil, der nach Turbinenhavarie des Schlachtkreuzers Moltke abgebrochen wurde.
Am 19. November 1918 lief sie als zu internierendes Schiff aus Wilhelmshaven aus. Am 21. Juni 1919 wurde sie in Scapa Flow auf den Orkneys mit den anderen Schiffen der internierten Hochseeflotte selbstversenkt, um sie der endgültigen Beschlagnahmung durch die Siegermächte zu entziehen.
Das Wrack der Kaiser wurde am 20. März 1929 von einem britischen Bergungsunternehmen gehoben. Anschließend wurde es nach Rosyth gebracht und dort bis 1930 verschrottet.

## Bilder

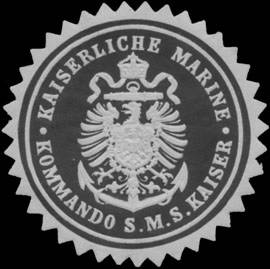
Siegelmarke K. Marine Kommando S.M.S. Kaiser
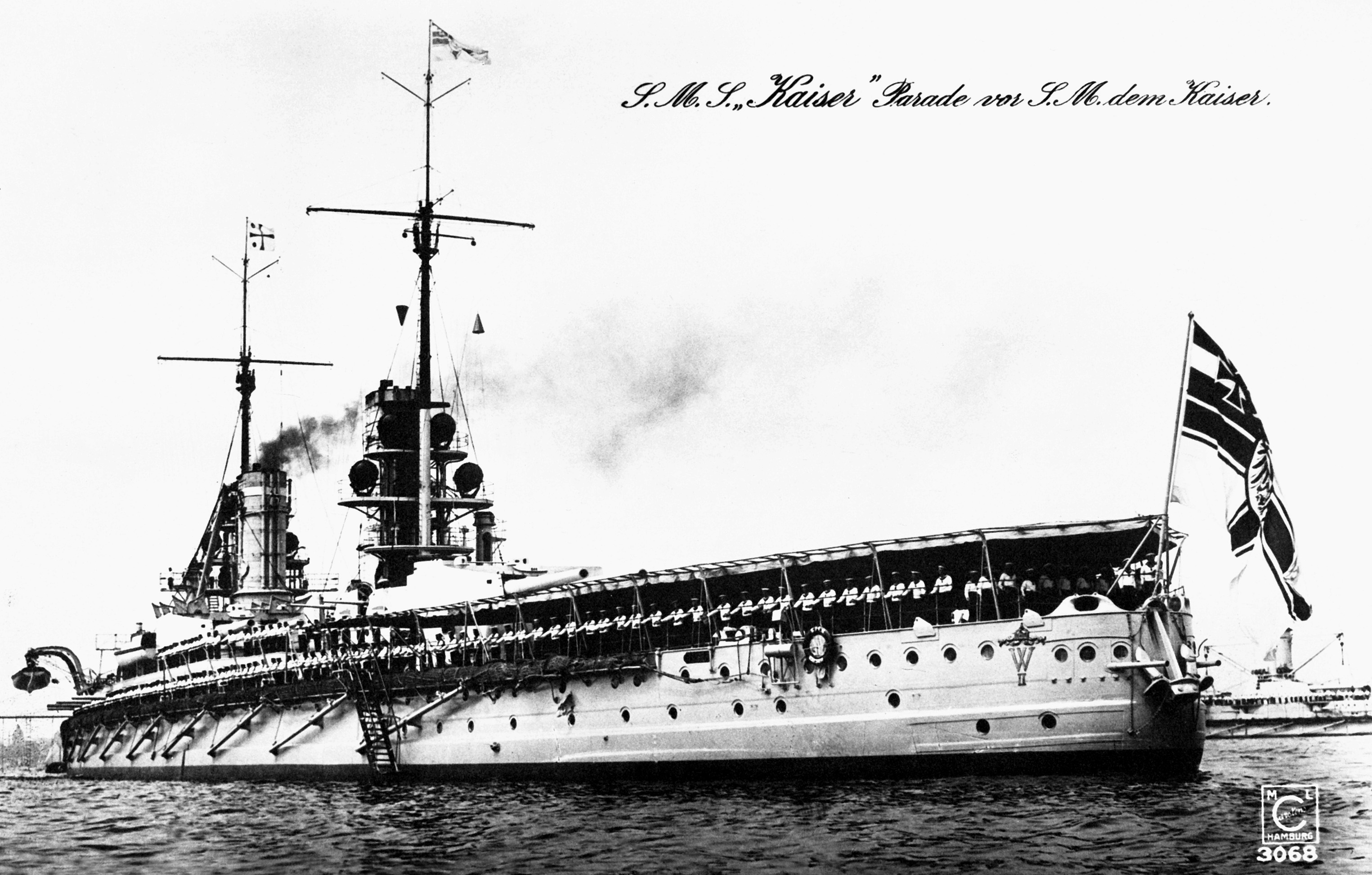
Die Kaiser bei einer Parade (1911)
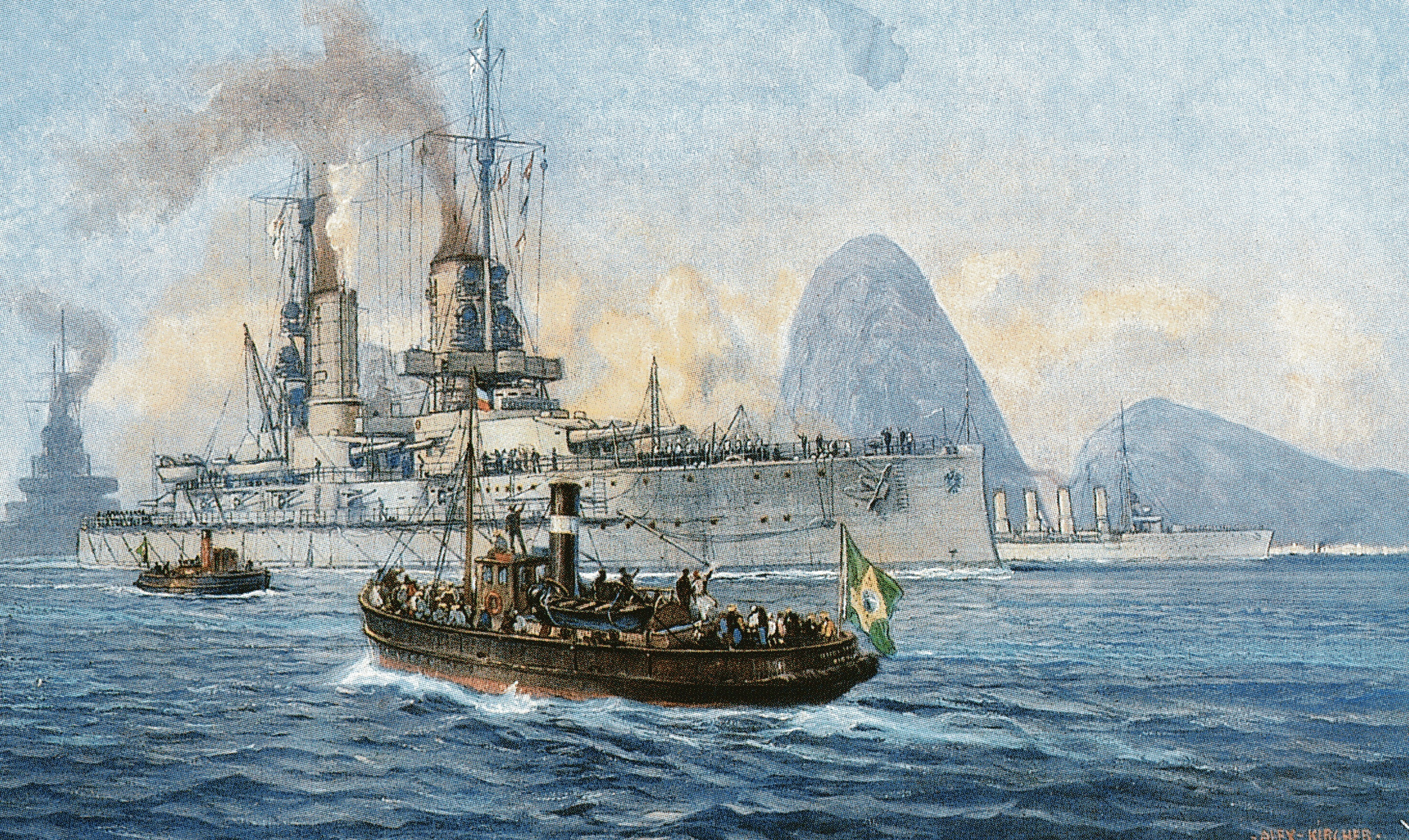
Detachierte Division im Hafen von Rio de Janeiro 1914. Gemälde von Alexander Kircher (1857–1939). Bildmitte Kaiser, rechts im Hintergrund Kleiner Kreuzer Straßburg, links im Hintergrund Großlinienschiff König Albert

## Kommandanten

Die Kommandanten der „Detachierten Division“ 1914 in Valparaíso, Chile; rechts Adolf von Trotha (Kaiser).

| August bis September 1912       | Kapitän zur See Georg von Ammon                          |
| Oktober 1912 bis Januar 1913    | Kapitän zur See Friedrich von Bülow                      |
| Januar bis September 1913       | Kapitän zur See Ernst Ritter von Mann Edler von Tiechler |
| September 1913 bis Januar 1916  | Kapitän zur See Adolf von Trotha                         |
| Januar 1916 bis Juni 1917       | Kapitän zur See Walter Freiherr von Keyserlingk          |
| Juni 1917 bis August 1918       | Kapitän zur See Max Loesch                               |
| 6. August bis 5. November 1918  | Kapitän zur See Hermann Bauer                            |
| September / Oktober 1918        | Kapitän zur See Ernst Vanselow (in Vertretung)           |
| November 1918 bis 21. Juni 1919 | Kapitänleutnant Curd Wippern                             |